# Receptor del gust

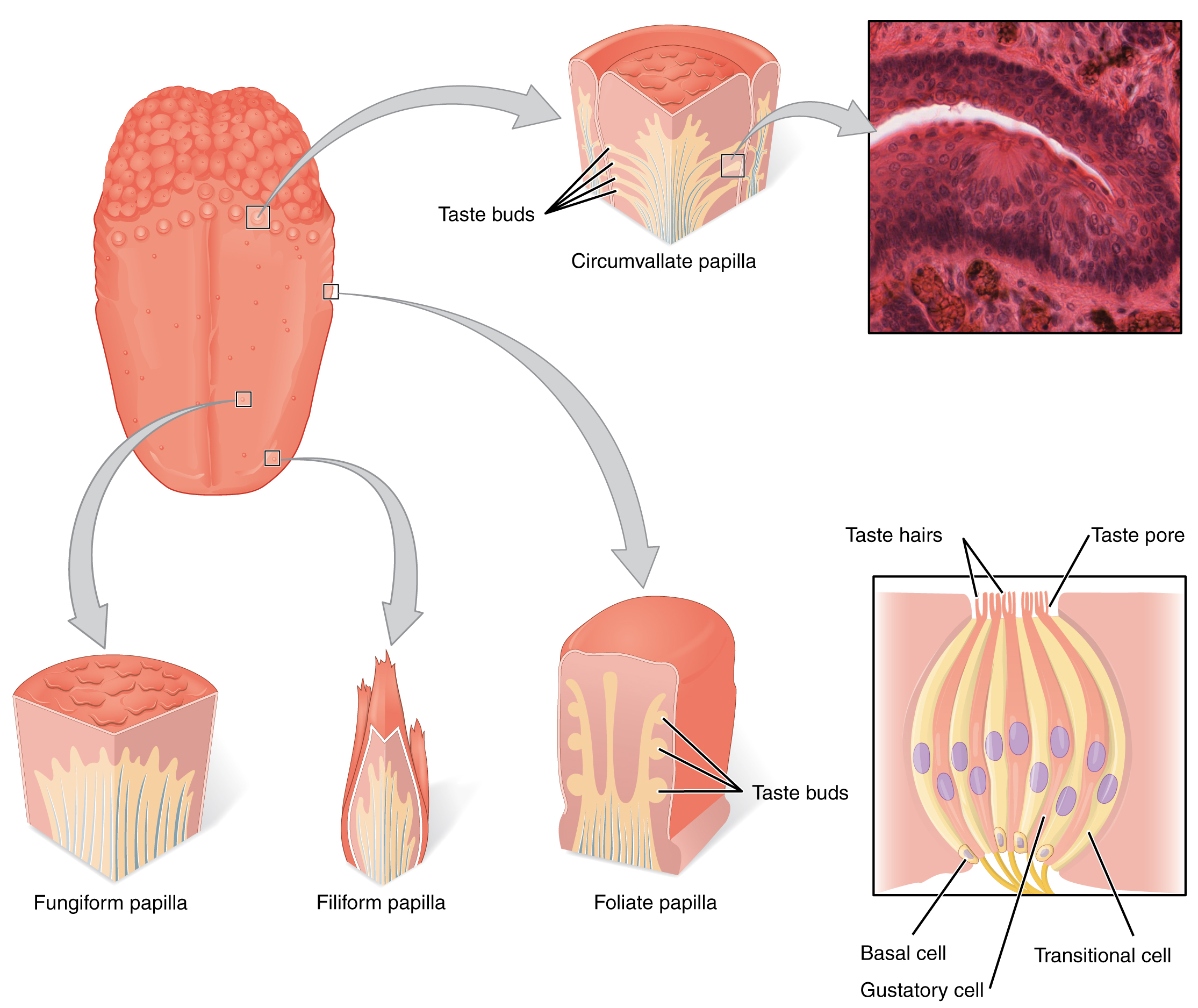

Un receptor del gust és un tipus de receptor cel·lular que facilita el sentit del gust.
Es divideixen en dues famílies: el tipus 1, de dolç, caracteritzat inicialment el 2001 en TAS1R2 o TAS1R3, i el tipus 2, amarg, caracteritzat de TAS2R1 a TAS2R50, i TAS2R60. Els gens dels receptors d'amarg són anomenats de TAS2R1 fins al TAS2R64, amb alguns buits a causa de la no existència de gens, pseudogens, o gens proposats que no han estat anotats al més recent acoblament del genoma humà.